# Якемчук Роман
Рома́н Якемчу́к (Romain Yakemtchouk) (1925, Львів — 2011) — український правник, фахівець із міжнародного права.
Студіював у Бельгії. Професор Католицького Університету в Лювені, завідувач 5 кафедр політичних наук і міжнародного права; професор-гість Національного університету у Заїрі.
Визначний спеціаліст із міжнародно-правних, політичних і господарських проблем Африки.
Головні праці:
- «L'Ukraine en Droit international» (1954),
- «L'ONU. La sécurité nationale et le probléme du régionalisme» (1955),
- «La Ligne Curzon et la IIe guerre mondiale» (1957),
- «Assistance économique et pénétration industrielle des pays de l'Est en Afrique» (1966),
- «L'Afrique en Droit international» (1971),
- «Transferts de technologies sensibles entre l'Est et l'Ouest» (1984),
- «L'Europe face aux EtatsUnis» (1986).
- «La Méditerranée orientale dans la politique des puissances» (1987).

Розвідки:
- «L'Ukraine et les grandes puissances» (1955),
- «Sowjetunion und die regionale Sicherheitsabkommen» (1956),
- «The foreign policy of Soviet Russia» (1956),
- «L'Ukraine sur le plan diplomatique» (1957),
- «Україна як підмет міжнародного права» (1962).

Якемчук — член-кореспондент Королівської Академії Наук за морем.